# Élections législatives de 1898 dans le Finistère
Les élections législatives dans le Finistère ont lieu les dimanche 8 mai 1898 et 22 mai 1898. Elles ont pour but d'élire les députés représentant le département à la Chambre des députés pour un mandat de quatre années.

## Députés sortants
Émile de Kermenguy (Royaliste) est mort le 27 novembre 1893. Albert de Mun (Rallié) est élu le 21 janvier 1894 pour le remplacer.
Maurice d'Hauteroche d'Hulst (Royaliste) décède le 6 novembre 1896. Hippolyte Gayraud (Rallié) est élu lors de la partielle du 28 aout 1897 pour le remplacer.
Aristide Vallon (Opportuniste) est mort le 11 mars 1897. Louis Pichon (Républicain libéral) lui succède lors de la partielle du  25 avril 1897.
| Députés | Députés                 | Parti                       | Fonctions lors de l'élection en 1898                                      |
| ------- | ----------------------- | --------------------------- | ------------------------------------------------------------------------- |
|         | Louis Hémon             | Union Progressiste          | Conseiller général de Fouesnant. Avocat.                                  |
|         | Émile Gourvil           | Progressiste                | Ancien conseiller général d'Huelgoat. Avocat.                             |
|         | Jean-Paul Le Borgne     | Progressiste                | Conseiller général et maire de Pleyben. Médecin.                          |
|         | Louis Vichot            | Progressiste                | Conseiller municipal de Morlaix. Mécanicien.                              |
|         | Louis Pichon            | Progressiste libéral        | Maire de Tréflez. Ingénieur en chef.                                      |
|         | Sélim Cosmao-Dumenez    | Progressiste libéral        | Conseiller général du Pont-l'Abbé. Médecin.                               |
|         | James de Kerjégu        | Progressiste libéral-Rallié | Conseiller général du Scaër. Diplomate.                                   |
|         | Hippolyte Gayraud       | Rallié                      | Abbé, Théologien.                                                         |
|         | Albert de Mun           | Rallié                      | Conseiller général de Plouzévédé, maire de Cléder. Propriétaire agricole. |
|         | François-Émile Villiers | Royaliste                   | Conseiller général de Daoulas. Chef de cabinet, propriétaire agricole.    |

## Mode de scrutin
L'élection se fait donc au scrutin d'arrondissement, soit un mode uninominal majoritaire à deux tours. 
La circonscription pour l'élection est l'arrondissement. 
Le scrutin est individuel, chaque arrondissement élisant un député. 
Les arrondissements qui ont plus de cent mille habitants sont divisés. Dans ce cas on élit un député par circonscription électorale crée.
Seul l'arrondissement de Quimperlé n'est pas divisé. Celui de Brest est séparé en trois circonscriptions, ceux de Quimper, Châteaulin et Morlaix en deux.
L'article 18 précise qu'il faut réunir pour être élu au premier tour :
1. La majorité absolue des suffrages exprimés ;
2. Un nombre de suffrages égal au quart des électeurs inscrits.

Au deuxième tour la majorité relative suffit. En cas d'égalité c'est le plus âgé qui est élu.

## Résultats

### Arrondissement de Brest

#### 1recirconscription
Brest-1 regroupe les cantons de Brest-1, Brest-2 et Brest-3.
Aristide Vallon (Opportuniste) est mort le 11 mars 1897. Louis Pichon (Républicain libéral) lui succède lors de la partielle du  25 avril 1897.
| Candidats      | Candidats      | Étiquette            | Premier tour | Premier tour | Deuxième tour | Deuxième tour |
| Candidats      | Candidats      | Étiquette            | Voix         | %            | Voix          | %             |
| -------------- | -------------- | -------------------- | ------------ | ------------ | ------------- | ------------- |
|                | Louis Pichon * | Progressiste libéral | 4 674        | 40,98        | 5 723         | 49,68         |
|                | Auguste Isnard | Radical-socialiste   | 4 751        | 36,09        | 7 101         | 51,65         |
|                | Arthur Dessoye | Radical              | 2 802        | 21,28        |               |               |
|                |                |                      |              |              |               |               |
| Inscrits       | Inscrits       | Inscrits             | 24 748       | 100,00       | 24 748        | 100,00        |
| Votants        | Votants        | Votants              | 13 240       | 53,50        | 13 769        | 55,64         |
| Abstention     | Abstention     | Abstention           | 11 508       | 46,50        | 10 979        | 44,36         |
| Blancs et nuls | Blancs et nuls | Blancs et nuls       | 74           | 0,56         | 21            | 0,15          |
| Exprimés       | Exprimés       | Exprimés             | 13 166       | 99,44        | 13 748        | 99,85         |

*sortant

#### 2ecirconscription
Brest-2 regroupe les cantons de Daoulas, Ploudiry, Landerneau, Plabennec.
Joseph Boucher (Royaliste) ne se représente pas.
| Candidats      | Candidats                        | Étiquette      | Premier tour | Premier tour |
| Candidats      | Candidats                        | Étiquette      | Voix         | %            |
| -------------- | -------------------------------- | -------------- | ------------ | ------------ |
|                | François-Émile Villiers (fils) * | Monarchiste    | 9 287        | 89,10        |
|                |                                  |                |              |              |
| Inscrits       | Inscrits                         | Inscrits       | 16 780       | 100,00       |
| Votants        | Votants                          | Votants        | 10 423       | 62,12        |
| Abstention     | Abstention                       | Abstention     | 6 357        | 37,88        |
| Blancs et nuls | Blancs et nuls                   | Blancs et nuls | 1 136        | 10,90        |
| Exprimés       | Exprimés                         | Exprimés       | 9 287        | 89,10        |

*sortant

#### 3ecirconscription
Brest-3 regroupe les cantons de Saint-Renan, Ouessant, Ploudalmézeau, Lannilis et Lesneven.
Théodore Lefèvre est un candidat fantaisiste qui est publiciste à Paris.
| Candidats      | Candidats           | Étiquette      | Premier tour | Premier tour |
| Candidats      | Candidats           | Étiquette      | Voix         | %            |
| -------------- | ------------------- | -------------- | ------------ | ------------ |
|                | Hippolyte Gayraud * | Rallié-Rép.ind | 10 077       | 87,89        |
|                | Théodore Lefèvre    | Progressiste   | 41           | 0,41         |
|                |                     |                |              |              |
| Inscrits       | Inscrits            | Inscrits       | 17 977       | 100,00       |
| Votants        | Votants             | Votants        | 11 466       | 63,78        |
| Abstention     | Abstention          | Abstention     | 6 511        | 36,22        |
| Blancs et nuls | Blancs et nuls      | Blancs et nuls | 1 348        | 11,76        |
| Exprimés       | Exprimés            | Exprimés       | 10 118       | 88,24        |

*sortant

### Arrondissement de Châteaulin

#### 1recirconscription
Chateaulin-1 regroupe les cantons de Crozon, Châteaulin, Faou et Pleyben.
| Candidats      | Candidats             | Étiquette                   | Premier tour | Premier tour |
| Candidats      | Candidats             | Étiquette                   | Voix         | %            |
| -------------- | --------------------- | --------------------------- | ------------ | ------------ |
|                | Yves-Gabriel Miossec  | Rallié-Progressiste libéral | 6 652        | 53,56        |
|                | Jean-Paul Le Borgne * | Progressiste                | 5 768        | 46,44        |
|                |                       |                             |              |              |
| Inscrits       | Inscrits              | Inscrits                    | 17 452       | 100,00       |
| Votants        | Votants               | Votants                     | 12 482       | 71,52        |
| Abstention     | Abstention            | Abstention                  | 4 970        | 28,48        |
| Blancs et nuls | Blancs et nuls        | Blancs et nuls              | 62           | 0,50         |
| Exprimés       | Exprimés              | Exprimés                    | 12 420       | 99,50        |

*sortant

#### 2ecirconscription
Chateaulin-2 regroupe les cantons de Carhaix, Châteauneuf-du-Faou et Huelgoat.
Émile Gourvil (Progressiste) ne se représente pas.
| Candidats      | Candidats       | Étiquette      | Premier tour | Premier tour |
| Candidats      | Candidats       | Étiquette      | Voix         | %            |
| -------------- | --------------- | -------------- | ------------ | ------------ |
|                | Louis Dubuisson | Radical        | 8 446        | 97,15        |
|                |                 |                |              |              |
| Inscrits       | Inscrits        | Inscrits       | 13 507       | 100,00       |
| Votants        | Votants         | Votants        | 8 694        | 64,37        |
| Abstention     | Abstention      | Abstention     | 4 813        | 35,63        |
| Blancs et nuls | Blancs et nuls  | Blancs et nuls | 248          | 2,85         |
| Exprimés       | Exprimés        | Exprimés       | 8 446        | 97,15        |

### 1recirconscription
Morlaix-1 regroupe les cantons de Morlaix, Lanmeur, Plouigneau, Saint-Thégonnec et Sizun.
Louis Vichot (Progressiste) ne se représente pas.
| Candidats      | Candidats                    | Étiquette      | Premier tour | Premier tour |
| Candidats      | Candidats                    | Étiquette      | Voix         | %            |
| -------------- | ---------------------------- | -------------- | ------------ | ------------ |
|                | Armand Jaouen                | Radical        | 7 646        | 52,71        |
|                | Gaston le Rouge de Guerdavid | Monarchiste    | 6 860        | 47,29        |
|                |                              |                |              |              |
| Inscrits       | Inscrits                     | Inscrits       | 19 761       | 100,00       |
| Votants        | Votants                      | Votants        | 14 619       | 73,98        |
| Abstention     | Abstention                   | Abstention     | 5 142        | 26,02        |
| Blancs et nuls | Blancs et nuls               | Blancs et nuls | 113          | 0,77         |
| Exprimés       | Exprimés                     | Exprimés       | 14 506       | 99,23        |

#### 2ecirconscription
Morlaix-2 regroupe les cantons de Taulé, Landivisiau, Plouescat, Plouzévédé et Saint-Pol-de-Léon.
Émile de Kermenguy (Royaliste) est mort le 27 novembre 1893. Albert de Mun (Rallié) est élu le 21 janvier 1894 pour le remplacer.
| Candidats      | Candidats       | Étiquette      | Premier tour | Premier tour |
| Candidats      | Candidats       | Étiquette      | Voix         | %            |
| -------------- | --------------- | -------------- | ------------ | ------------ |
|                | Albert de Mun * | Rallié-Rép.ind | 12 080       | 88,60        |
|                |                 |                |              |              |
| Inscrits       | Inscrits        | Inscrits       | 18 847       | 100,00       |
| Votants        | Votants         | Votants        | 13 635       | 72,35        |
| Abstention     | Abstention      | Abstention     | 5 212        | 27,65        |
| Blancs et nuls | Blancs et nuls  | Blancs et nuls | 1 555        | 11,40        |
| Exprimés       | Exprimés        | Exprimés       | 12 080       | 88,60        |

*sortant

### Arrondissement de Quimper

#### 1recirconscription
Quimper-1 regroupe les cantons de Quimper, Fouesnant, Briec et Concarneau.
| Candidats      | Candidats         | Étiquette          | Premier tour | Premier tour |
| Candidats      | Candidats         | Étiquette          | Voix         | %            |
| -------------- | ----------------- | ------------------ | ------------ | ------------ |
|                | Louis Hémon *     | Union Progressiste | 7 951        | 60,51        |
|                | Étienne de Chabre | Rallié             | 5 158        | 39,25        |
|                |                   |                    |              |              |
| Inscrits       | Inscrits          | Inscrits           | 17 096       | 100,00       |
| Votants        | Votants           | Votants            | 13 181       | 77,10        |
| Abstention     | Abstention        | Abstention         | 3 915        | 22,90        |
| Blancs et nuls | Blancs et nuls    | Blancs et nuls     | 40           | 0,30         |
| Exprimés       | Exprimés          | Exprimés           | 13 141       | 99,70        |

*sortant

#### 2ecirconscription
Quimper-2 regroupe les cantons de Douarnenez, Pont-Croix, Plogastel-Saint-Germain et Pont-l'Abbé.
| Candidats      | Candidats              | Étiquette            | Premier tour | Premier tour |
| Candidats      | Candidats              | Étiquette            | Voix         | %            |
| -------------- | ---------------------- | -------------------- | ------------ | ------------ |
|                | Sélim Cosmao-Dumenez * | Progressiste libéral | 9 579        | 52,20        |
|                | Georges Le Bail        | Radical              | 8 771        | 47,80        |
|                |                        |                      |              |              |
| Inscrits       | Inscrits               | Inscrits             | 25 385       | 100,00       |
| Votants        | Votants                | Votants              | 18 458       | 72,71        |
| Abstention     | Abstention             | Abstention           | 6 927        | 27,29        |
| Blancs et nuls | Blancs et nuls         | Blancs et nuls       | 108          | 0,59         |
| Exprimés       | Exprimés               | Exprimés             | 18 350       | 99,42        |

*sortant

### Arrondissement de Quimperlé
Quimperlé regroupe l'ensemble des cantons de l'arrondissement de Quimperlé.
| Candidats      | Candidats          | Étiquette           | Premier tour | Premier tour |
| Candidats      | Candidats          | Étiquette           | Voix         | %            |
| -------------- | ------------------ | ------------------- | ------------ | ------------ |
|                | James de Kerjégu * | Progressite libéral | 10 411       | 95,23        |
|                |                    |                     |              |              |
| Inscrits       | Inscrits           | Inscrits            | 15 167       | 100,00       |
| Votants        | Votants            | Votants             | 10 932       | 72,08        |
| Abstention     | Abstention         | Abstention          | 4 235        | 27,92        |
| Blancs et nuls | Blancs et nuls     | Blancs et nuls      | 521          | 4,77         |
| Exprimés       | Exprimés           | Exprimés            | 10 411       | 95,23        |

*sortant

## Députés élus
| Députés | Députés                   | Parti                       | Fonctions lors de l'élection en 1898                                      |
| ------- | ------------------------- | --------------------------- | ------------------------------------------------------------------------- |
|         | Auguste Isnard            | Radical-socialiste          | Avocat.                                                                   |
|         | Louis Dubuisson           | Radical                     | Conseiller général de Châteauneuf-du-Faou. Médecin.                       |
|         | Armand Jaouen             | Radical                     | Maire de Plouigneau. Propriétaire cultivateur.                            |
|         | Louis Hémon *             | Union Progressiste          | Conseiller général de Fouesnant. Avocat.                                  |
|         | Sélim Cosmao-Dumenez *    | Progressiste libéral        | Conseiller général du Pont-l'Abbé. Médecin.                               |
|         | James de Kerjégu *        | Progressiste libéral        | Conseiller général du Scaër. Diplomate.                                   |
|         | Yves-Gabriel Miossec      | Rallié-Progressiste libéral | Conseiller municipal de Châteaulin. Cultivateur, Commerçant.              |
|         | Hippolyte Gayraud *       | Rallié-Rép.ind              | Abbé, Théologien.                                                         |
|         | Albert de Mun *           | Rallié-Rép.ind              | Conseiller général de Plouzévédé, maire de Cléder. Propriétaire agricole. |
|         | François-Émile Villiers * | Royaliste                   | Conseiller général de Daoulas. Chef de cabinet, propriétaire agricole.    |